# Segretariato della Difesa Nazionale
Il Segretariato della Difesa Nazionale è uno delle segreterie di Stato che formano il cosiddetto gabinetto legale del presidente del Messico. È l'ufficio del potere esecutivo federale con funzioni di Ministero della Difesa.
Il Segretariato ha il compito di progettare, pianificare, eseguire e coordinare le politiche pubbliche relazionate ai due rami delle Forze armate che amministra: l'esercito e la forza aerea.
Fu fondato con il nome di Segretariato di Stato e ufficio della Guerra e della Marina l'8 novembre 1821. Fu nel 1937 che acquistò il nome attuale, tuttavia fino al 1944 ancora comprendeva le dipendenze dell'Armada de México e fu solo da quell'anno che il Dipartimento della Marina fu separato per essere elevato a Segretariato della Marina.